# Nimfodor (metge)
Nimfodor (grec antic: Νυμφόδωρος, Nymphódōros, llatí: Nymphodorus) fou un metge grec del segle iii aC esmentat per Heraclides de Tarent. Fou famós per l'invent d'una màquina per reduir dislocacions anomenada γλωσσόκομον, que després va ser modificada per Aristió, i de la qual forneix una descripció Oribasi. L'esmenten Plini el Vell i diversos metges o cirurgians, entre els quals Apuleu Cels.
Sobre aquest personatge hi ha una notable confusió, car la seva biografia és quasi idèntica a la de Nileu. Fabricius suposa que era la mateixa persona que Nimfòdot (Νυμφόδοτος), un metge que citen Andròmac, Aeci i Pau d'Egina, que hauria viscut vers el segle i aC.